# 2012年11月朝鲜劳动党中央政治局扩大会议
朝鲜劳动党在2012年4月11日召开朝鲜劳动党第四次代表会议后，于2012年11月4日召开的第二次政治局会议。会议的核心议题是国家体育工作。

## 会议内容
据朝中社报道，此次会议于2012年11月4日在平壤举行。参加会议的有朝鲜劳动党中央政治局常务委员、委员和候补委员，党、武力机关、政权机关的体育部门干部列席会议。会议决定成立“国家体育指导委员会”，统一领导国家体育工作。

## 国家体育指导委员会的组成
此次会议决定组成的国家体育指导委员会，委员长由朝鲜劳动党中央政治局委员、朝鲜民主主义人民共和国国防委员会副委员长张成泽担任。朝鲜劳动党中央政治局委员、内阁副总理卢斗哲、朝鲜劳动党中央军事委员会委员、朝鲜人民军大将崔富日、朝鲜劳动党中央委员会群众团体部长李英洙担任副委员长职务。此次会议还任命了国家体育指导委员会的秘书长、委员。

## 国家体育指导委员会的职权
根据朝鲜劳动党中央政治局此次扩大会议的决定，国家体育指导委员会统一掌握和指导体育工作，具体工作包括推广大众体育、提高体育科学技术水平、培养体育后备人才、加强国家级体育训练、搞活朝鲜国内体育比赛、加强对体育工作的物质支持等。